# Fase G1
La fase g1 (también, fase Gap 1) es la primera de las cuatro fases del ciclo celular que tiene lugar en la división celular eucariota. En esta parte de la interfase, la célula sintetiza ARNm y proteínas, en preparación para los pasos posteriores que conducen a la mitosis. La fase G1 finaliza cuando la célula pasa a la fase S de la interfase.

## Visión general
La fase G1 junto con la fase S y la fase G2 comprenden el largo período de crecimiento del ciclo celular llamado interfase que tiene lugar antes de la división celular en la mitosis (fase M).
Durante la fase G1, la célula crece en tamaño y sintetiza ARNm y proteínas (conocidas como histonas) que se requieren para la síntesis de ADN. Una vez que se completan las proteínas requeridas y el crecimiento, la célula entra en la siguiente fase del ciclo celular, la fase S. La duración de cada fase, incluida la fase G1, es diferente en muchos tipos diferentes de células. En las células somáticas humanas, el ciclo celular dura aproximadamente 18 horas, y la fase G1 ocupa aproximadamente 1/3 de ese tiempo. Sin embargo, en los embriones de Xenopus, los embriones de erizo de mar y los embriones de Drosophila, la fase G1 apenas existe y se define como la brecha, si existe, entre el final de la mitosis y la fase S.
La fase G1 y las otras subfases del ciclo celular pueden verse afectadas por la limitación de los factores de crecimiento, como el suministro de nutrientes, la temperatura y el espacio para el crecimiento. Deben estar presentes suficientes nucleótidos y aminoácidos para sintetizar ARNm y proteínas. Las temperaturas fisiológicas son óptimas para el crecimiento celular. En los seres humanos, la temperatura fisiológica normal es de alrededor de 37 °C (98.6 °F).
La fase G1 es particularmente importante en el ciclo celular porque determina si una célula se compromete a la división o al abandono del ciclo celular. Si se indica a una célula que permanezca sin dividir, en lugar de pasar a la fase S, dejará la fase G1 y pasará a un estado de latencia denominada fase G0. La mayoría de las células vertebradas no proliferantes entrarán en la fase G0.

## Regulación
Dentro del ciclo celular, existe un conjunto estricto de regulaciones conocido como sistema de control del ciclo celular que controla el tiempo y la coordinación de las fases para garantizar un orden correcto de los eventos. Los desencadenantes bioquímicos conocidos como quinasas dependientes de ciclina (Cdks) activan los eventos de los ciclos celulares en el momento correcto y en el orden correcto para evitar cualquier error.
Hay tres puntos de control en el ciclo celular: el punto de control G1/S o el punto de control de inicio en la levadura; el punto de control G2/M; y el punto de control del husillo.

### Reguladores bioquímicos
Durante la fase G1, la actividad de la ciclina G1 / S aumenta significativamente cerca del final de la fase G1.
Los complejos de ciclina que se activan durante otras fases del ciclo celular se mantienen inactivos para evitar que los eventos del ciclo celular se desordenen. Se encuentran tres métodos para prevenir la actividad de Cdk en la fase G1: la unión de proteína del retinoblastoma (pRB) a los factores de transcripción de la familia E2F regula a la baja la expresión de los genes de ciclina en fase S; activa el complejo promotor de la anafase (APC), que ataca y degrada las ciclinas S y M (pero no las ciclinas G1 / S); y una alta concentración de inhibidores de Cdk se encuentra durante la fase G1.

### Punto de restricción
El punto de restricción (R) en la fase G1 es diferente de un punto de control porque no determina si las condiciones de la célula son ideales para pasar a la siguiente fase, pero cambia el curso de la célula. Después de que una célula vertebrada haya estado en la fase G1 durante aproximadamente tres horas, la célula entra en un punto de restricción en el que se decide si la célula avanzará con la fase G1 o pasará a la fase G0 inactiva.
Este punto también separa dos mitades de la fase G1; las fases postmitótica y pre mitótica. Entre el comienzo de la fase G1 (que también se produce después de que se haya producido la mitosis) y R, se sabe que la célula se encuentra en la subfase G1-pm o en la fase posmitótica. Después de R y antes de S, se conoce que la célula está en G1-ps, o el intervalo de fase pre S de la fase G1.
Para que la célula continúe a través del G1-pm, debe haber una alta cantidad de factores de crecimiento y una tasa constante de síntesis de proteínas, de lo contrario, la célula pasará a la fase G0.

#### Investigación conflictiva
Algunos autores afirman que el punto de restricción y el punto de control G1 / S son el mismo,  pero estudios más recientes han argumentado que hay dos puntos diferentes en la fase G1 que verifican la progresión de la célula. El primer punto de restricción depende del factor de crecimiento y determina si la célula se mueve a la fase G0, mientras que el segundo punto de control depende de la nutrición y determina si la célula se mueve a la fase S.

### El punto de control G1/S
El punto de control G1/S es el punto entre la fase G1 y la fase S en la que la célula se despeja para avanzar hacia la fase S. Las razones por las que la célula no se movería a la fase S incluyen un crecimiento celular insuficiente, ADN dañado u otras preparaciones que no se hayan completado.
En el punto de control G1/S, la formación de la ciclina G1/S con Cdk para formar un complejo compromete a la célula a un nuevo ciclo de división. Estos complejos luego activan los complejos S-Cdk que avanzan con la replicación del ADN en la fase S. Al mismo tiempo, la actividad del complejo promotor de la anafase (APC) disminuye significativamente, permitiendo que las ciclinas S y M se activen.
Si una célula no se despeja para pasar a la fase S, ingresa a la fase G0 inactiva en la que no hay crecimiento o división celular.

## Durante un cáncer
Muchas fuentes han vinculado irregularidades en la fase G1 o en el punto de control G1/S al crecimiento descontrolado de tumores. En estos casos en los que la fase G1 se ve afectada, generalmente se debe a que las proteínas reguladoras de genes de la familia E2F se han desenfrenado y aumentan la expresión del gen de la ciclina G1/S, lo que lleva a la entrada incontrolada del ciclo celular.
Sin embargo, la cura para algunas formas de cáncer también se encuentra en la fase G1 del ciclo celular. Muchos cánceres, incluidos los de mama y los de piel [6], se han impedido que proliferen al hacer que las células tumorales entren en la detención del ciclo celular G1, lo que evita que las células se dividan y se propaguen.